# 1 E14 s
Cet article liste des exemples de temps de l'ordre de 1014 s, soit 100 000 milliards de secondes, afin de comparer différents ordres de grandeur.

## Exemples
| ! Durée ( × 1014) s | Unités usuelles        | Événement                                                 |
| ------------------- | ---------------------- | --------------------------------------------------------- |
| 0,82                | 2 600 000 a            | Demi-vie du technétium 97                                 |
| 1,00                | 100 térasecondes       | 31 688 siècles                                            |
| 1,81                | 3,74 millions d'années | Demi-vie du manganèse 53                                  |
| 1,26                | 4 millions d'années    | Durée de vie moyenne d'une espèce biologique              |
| 1,26                | 4 millions d'années    | Temps depuis le commencement de la dernière ère glaciaire |
| 1,33                | 4,2 millions d'années  | Demi-vie du technétium 98                                 |
| 1,58                | 5 millions d'années    | Temps depuis le commencement du Pliocène                  |
| 1,58                | 5 millions d'années    | Temps depuis la fin du Miocène                            |
| 2,05                | 6,5 millions d'années  | Demi-vie du palladium 107                                 |
| 4,93                | 15,6 millions d'années | Demi-vie du curium 247                                    |
| 6,32                | 20 millions d'années   | Temps depuis l'apparition des premières formes d'herbes   |